# 앙카라 중앙역
앙카라 중앙역(튀르키예어: Ankara Garı)는 앙카라에 위치한 철도역이다. 터키에서 가장 바쁜 기차역으로 181개의 열차가 매일 운행된다. 앙카라 중앙역은 이스탄불-앙카라 철도와 터키의 고속철도인 YHT의 종착역이다. 현 역사는 1937년에 아르 데코 스타일로 건축됐다.

## 역사

### 터키 공화국 시절(1922년 ~ 현재)
2015년 10월 10일 오전 10시 4분(현지시간 EEST)에 앙카라에서 테러가 발생했다. 앙카라 중앙역 앞 광장에서 2개의 폭탄이 폭발해 102명이 사망하고 400명이 넘는 부상자가 발생했다. 이 테러는 터키 공화국 수립 이래 가장 많은 희생자를 낸 테러였다.

## 인접 역
| 파티흐 익스프레스 · 앙카라 익스프레스 · 아나톨리아 익스프레스 · 보아즈치 익스프레스 | 파티흐 익스프레스 · 앙카라 익스프레스 · 아나톨리아 익스프레스 · 보아즈치 익스프레스 | 파티흐 익스프레스 · 앙카라 익스프레스 · 아나톨리아 익스프레스 · 보아즈치 익스프레스 |
| ----------------------------------------------------------------------------------- | ----------------------------------------------------------------------------------- | ----------------------------------------------------------------------------------- |
| 신잔 이스탄불                                                                       |                                                                                     | 없음                                                                                |
| YHT                                                                                 |                                                                                     |                                                                                     |
| 신잔 에스키셰히르 방면                                                              | YHT                                                                                 | 없음                                                                                |
| 신잔 코니아 방면                                                                    | YHT                                                                                 | 없음                                                                                |
| 카레시 익스프레스 · 이즈미르 블루 열차                                              |                                                                                     |                                                                                     |
| 신잔 이즈미르 방면                                                                  |                                                                                     | 없음                                                                                |
| 반 레이크 익스프레스                                                                |                                                                                     |                                                                                     |
| 신잔 이스탄불 방면                                                                  |                                                                                     | 카야쉬 타트반 방면                                                                  |
| 이스턴 익스프레스                                                                   |                                                                                     |                                                                                     |
| 신잔 이스탄불 방면                                                                  |                                                                                     | 카야쉬 카스 방면                                                                    |
| 사우선 익스프레스                                                                   |                                                                                     |                                                                                     |
| 신잔 이스탄불 방면                                                                  |                                                                                     | 카야쉬 쿠르탈란 방면                                                                |
| 트랜스-아시아 익스프레스                                                            |                                                                                     |                                                                                     |
| 에스키셰히르 이스탄불 방면                                                          |                                                                                     | 카이세리 테헤란 방면                                                                |
| 추쿠로바 블루 트레인                                                                |                                                                                     |                                                                                     |
| 없음                                                                                |                                                                                     | 카야쉬 아다나 방면                                                                  |
| 앙카라-크르칼레선                                                                   |                                                                                     |                                                                                     |
| 없음                                                                                |                                                                                     | 카야쉬 크르칼레 방면                                                                |
| 앙카라-포랏르선                                                                     |                                                                                     |                                                                                     |
| 히포드롬 포랏르 방면                                                                |                                                                                     | 없음                                                                                |
| 신잔-카야쉬선                                                                       |                                                                                     |                                                                                     |
| 히포드롬 신잔 방면                                                                  |                                                                                     | 예니셰히르 카야쉬 방면                                                              |

## 같이 보기
- 2015년 앙카라 폭탄 테러

## 참조
1. ↑  “Ankara Bombing death toll rises to 102: Chief Public Prosecutor’s Office”. Hürriyet Daily News.
2. ↑  “BBC: Ankara explosions leave more than 80 dead – officials”. BBC News. October 10, 2015. 16년 6월 12일에 확인함.